# Filmski festival glumca
Filmski festival glumca (FFG), filmska manifestacija u Vinkovcima. Festival je suvremenoga hrvatskog igranog filma. Promiče umjetničke vrijednosti glumačkih kreacija na hrvatskom igranom filmu.

## Povijest
Inicijativu o pokretanju dao je UO Asser Savus iz Vinkovaca, a 2017. godine podupro je vinkovački gradonačelnik Ivan Bosančić. U obzir se uzelo da Vinkovci od 1991. godine nemaju pravu kino-dvoranu, jer su dvije kino dvorane izgorjele 1991 g. za vrijeme srpske agresije. Danijel Rafaelić, ondašnji ravnatelj HAVC-a također je podupro zamisao.
Od 2017. godine festival se redovno održava od 4. do 11. listopada u Vinkovcima (GK “Joza Ivakić”). Hrvatsko društvo filmskih djelatnika (HDFD) vodi strukovni, a UO Asser Savus organizacijski dio festivala. Tročlani ocjenjivački sud ocjenjuje glumačke kreacije. HDFD određuje sastav Ocjenjivačkog suda, koji odlučuje o četirima glumačkim nagradama: najbolja glavna ženska uloga, najbolja glavna muška uloga, najbolja sporedna ženska uloga, najbolja sporedna muška uloga. Nagrađeni primaju Priznanje i statuu Vinkovački orion na završnom danu FFG-a. Ocjenjivački sud od 20 vinkovačkih gimnazijalaca, polaznika nastave medijske kulture dodjeljuje Priznanje za najbolji igrani film na FFG-u.
Službeni program FFG-a su hrvatski igrani filmovi nastali između dva festivala. Poslije projekcija održavaju se razgovori s autorima filmova (glumci, redatelj, producent, scenarist i ostali). Popratni programi su projekcije filmova za djecu i mlade, dokumentarni filmovi, dokumentarni filmovi o Domovinskom ratu, izložbe, filmske radionice. Davor Šunk osmislio je vizualni identitet festivala.

## Vanjske poveznice
- UO Asser Savus
- Facebook